# Ksar Sart
Pour les articles homonymes, voir Sart.
Ksar Sart (en arabe : قصر سرت) est un village fortifié dans la province de Zagora, région de Draa-Tafilalet au sud-est du Maroc .